# Trpín (Drslavice)
Trpín (německy Trbine) je samota, část obce Drslavice v okrese Prachatice. v Jihočeském kraji Nachází se asi 1,5 kilometru jihozápadně od Drslavic. Jsou zde evidovány dvě adresy. V roce 2011 zde trvale žili čtyři obyvatelé.
Trpín leží v katastrálním území Švihov u Lažišť o výměře 4,75 km².
Vesnicí vede žlutě značená turistická trasa mezi Boubínem a Škarezem.

## Historie
Trpín vznikl k 10. dubnu 2003 jako část obce Drslavice v okrese Prachatice.

## Obyvatelstvo
| Rok            | 1869 | 1880 | 1890 | 1900 | 1910 | 1921 | 1930 | 1950 | 1961 | 1970 | 1980 | 1991 | 2001 | 2011 | 2021 |
| -------------- | ---- | ---- | ---- | ---- | ---- | ---- | ---- | ---- | ---- | ---- | ---- | ---- | ---- | ---- | ---- |
| Počet obyvatel | 0    | 18   | 17   | 16   | 16   | 0    | 16   | 0    | 0    | 0    | 0    | 0    | 0    | 4    | 4    |
| Počet domů     | 0    | 3    | 3    | 3    | 3    | 3    | 3    | 0    | 0    | 0    | 0    | 0    | 0    | 2    | 2    |

## Další fotografie

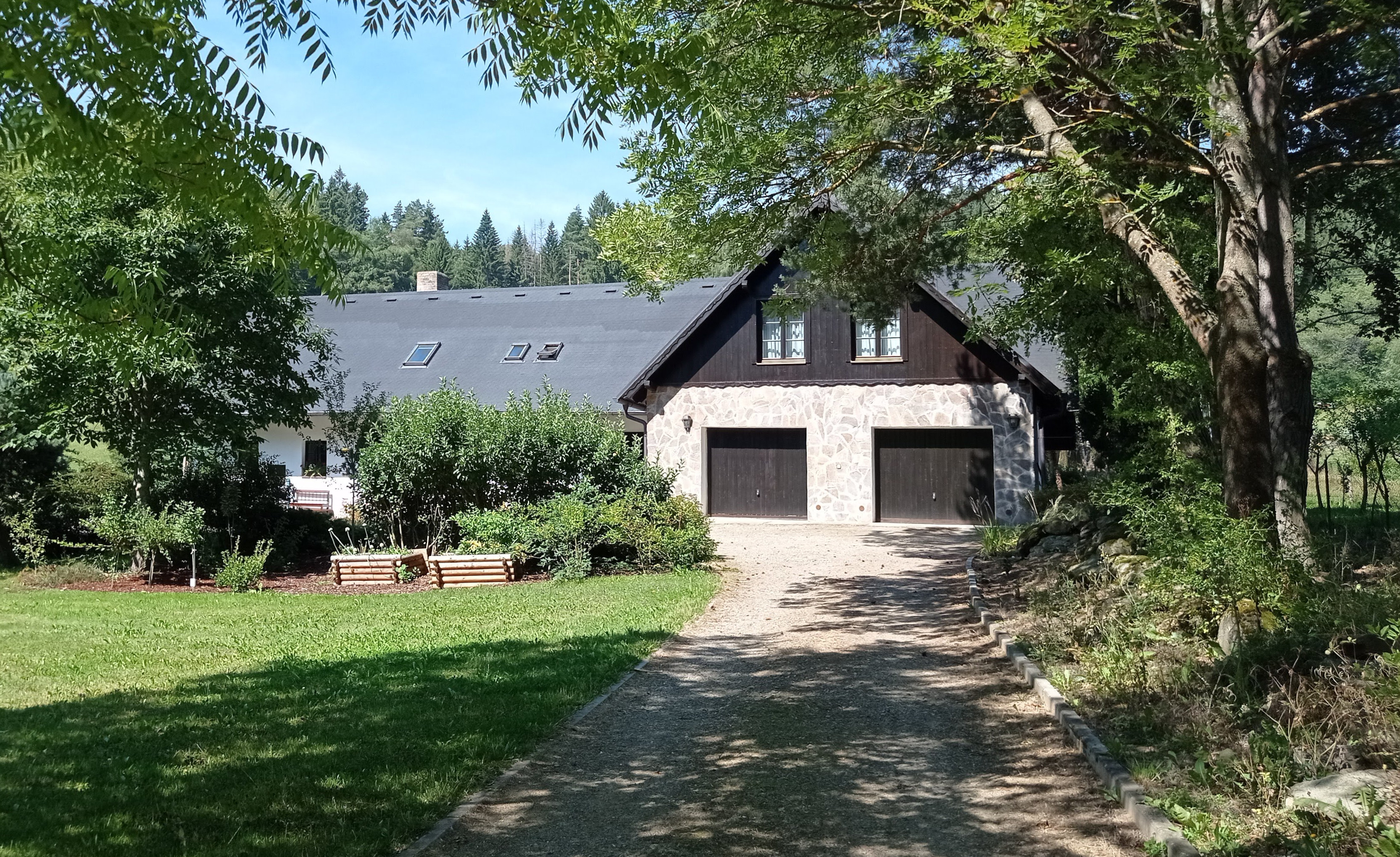
Dům čp. 24
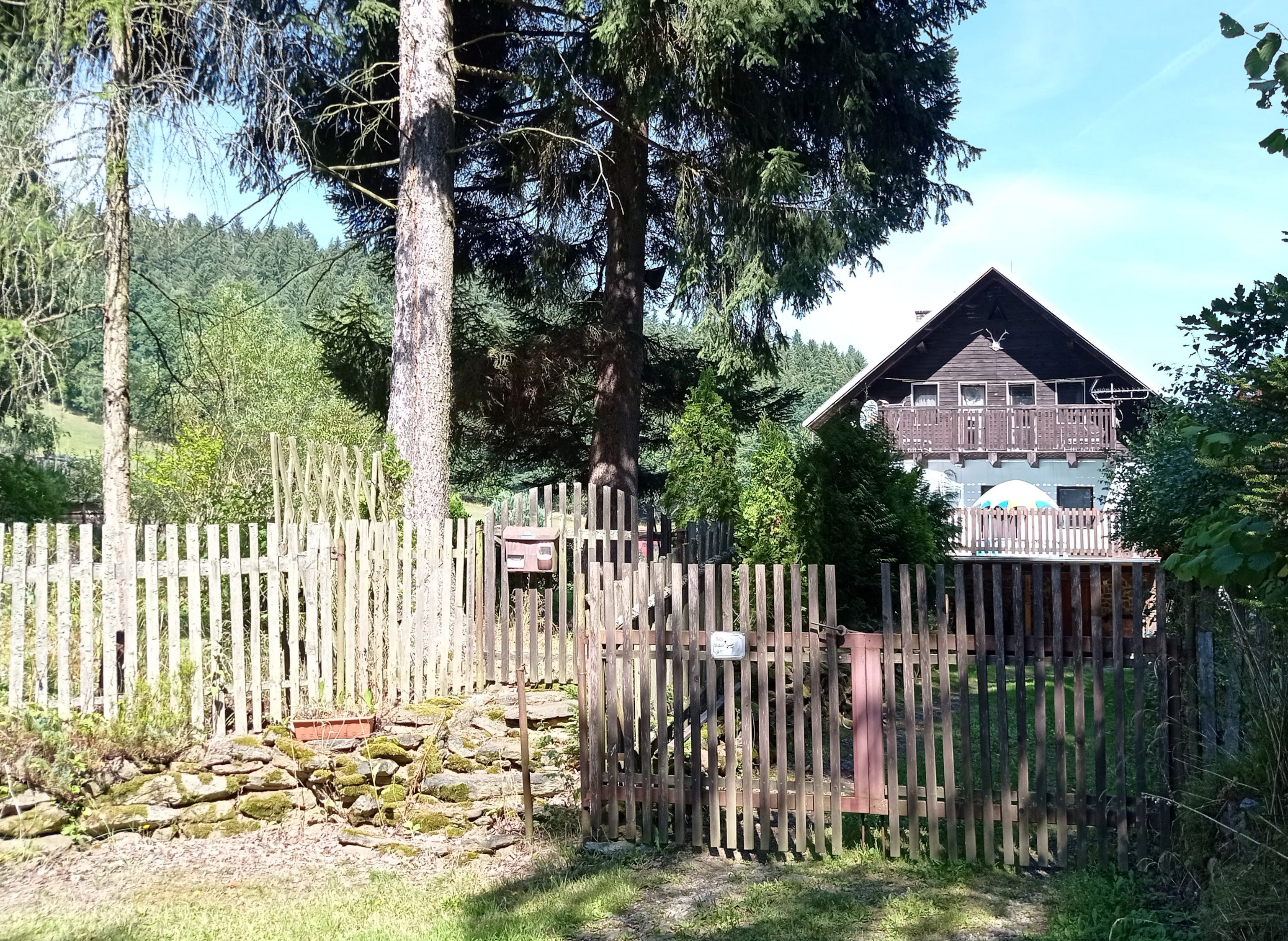
Dům čp. 14
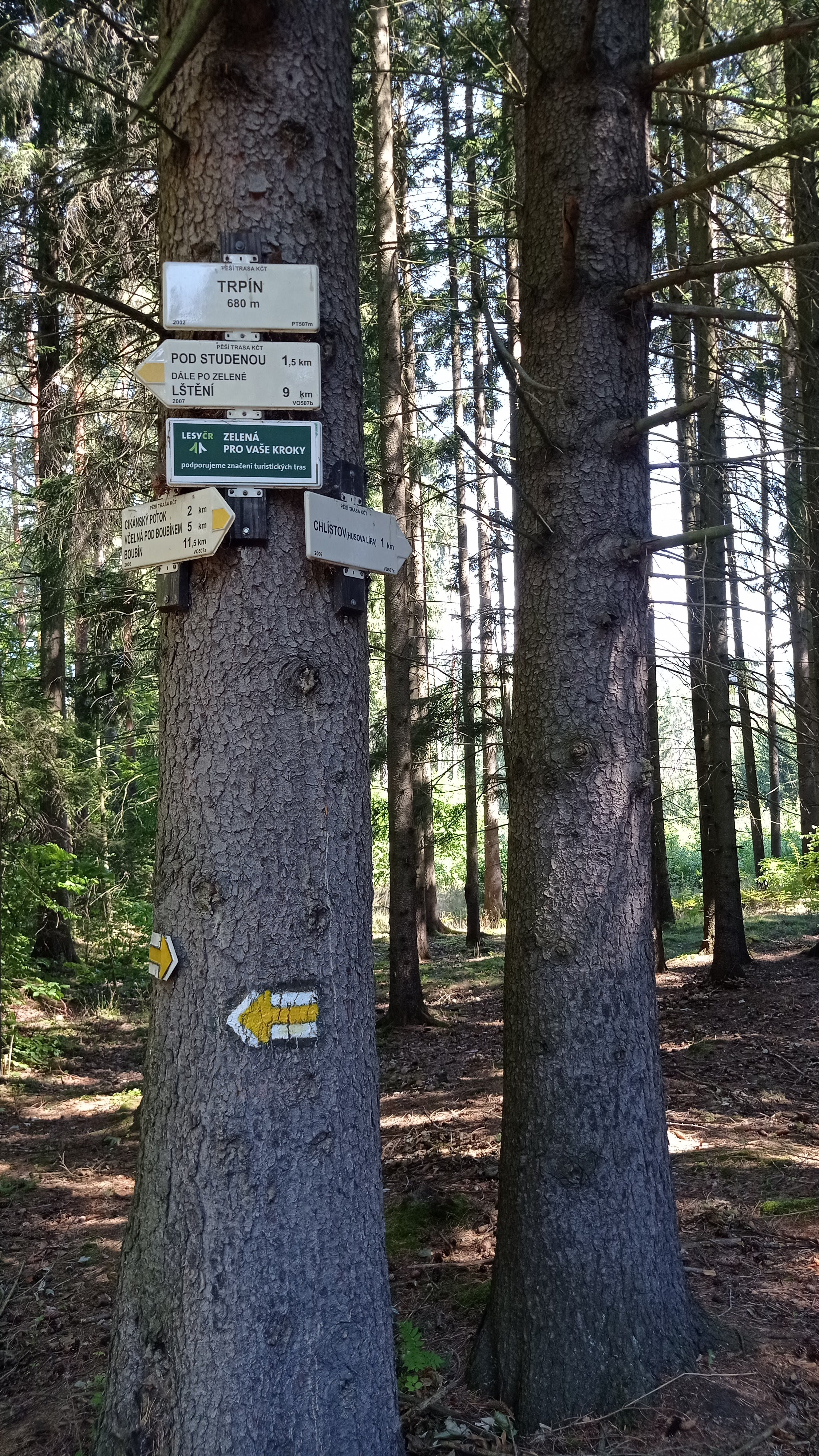
Turistický rozcestník